# Techereu
Techereu – wieś w Rumunii, w okręgu Hunedoara, w gminie Balșa. W 2011 roku liczyła 16 mieszkańców.